# Мейлус Іван Гнатович
Мейлус Іван Гнатович (15 серпня 1913 — 20 вересня 1987) — радянський льотчик-бомбардувальник, Герой Радянського Союзу (1945). Учасник вторгнення СРСР до Польщі та Німецько-радянської війни (1941–1945). Воював на Брянському, Калінінському, Волховському, Ленінградському та 3-му Прибалтійському фронтах.

## Ранні роки
Народився 15 серпня 1913 року на руднику Рутченкове Рутченківської району Сталінської області (нині знаходиться в межах міста Донецьк) в сім'ї робітника. Батько до і після революції працював на тому ж руднику машиністом водокачки, мати була домогосподаркою.
Закінчив 7 класів. Потім вступив в гірничопромислове училище рудника Рутченкове Рутченківської району Сталінської області за спеціальністю електрослюсар. Після закінчення училища, в 1930 році і до призову в армію, працював шофером в гаражах коксохімзаводу, а пізніше — в управлінні новими шахтами.
2 жовтня 1935 року покликаний Рутченківською РВК Сталінської області для проходження дійсної військової служби та направлений в місто Бобруйськ (Білорусь) у бронетанкові війська. У грудні цього ж року червоноармієць Мейлус І. Г. був переведений до міста Мінська в 45 авіаційний загін, де і проходив службу.
У 1937 році, після закінчення терміну служби залишився надстроковиком і працював до квітня 1940 року в окремій ланці зв'язку при 100-ї піхотної дивізії БОВО авіамеханіком. 
У 1939 учасник вторгнення СРСР до Польщі. 
У квітні 1940 року отримав направлення в Пуховічеську військово-авіаційну школу пілотів ЗахОВО (Білорусь) У грудні цього ж року школа перебазувалася в місто Постави (Білорусь). У 1941 році він закінчив Поставську військово-авіаційну школу пілотів. Після випуску, в лютому 1941 року курсанту Мейлус І. Г. було присвоєно звання старшини, і він був направлений в 97-й ШБАП (швидкісний бомбардувальний авіаційний полк) ЗахОВО (місто Бобруйськ) пілотом. 

## Друга світова війна
З 25 червня 1941 року старшина Мейлус І. Г. у складі 97 ШБАП (Брянський фронт) брав активну участь у знищенні гітлерівських військ. Вже на третій день війни льотчики полку завдавали бомбових ударів по наступаючих з'єднаннях 2-ї танкової групи.
Танкістів Гудеріана наполегливо бомбили екіпажі 97 ШБАП. З 1 по 28 вересня вони зробили 562 бойових вильоти, в основному знищуючи противника в районі населених пунктів Стародуб, Почеп, Глухів.
10 вересня 1941 старшина Мейлус І. Г. виконував бойове завдання веденим в групі п'яти Су-2. Перед групою було поставлено завдання бомбардувати артилерійські позиції противника в районі міста Почеп. По цілі було завдано ефективний удар і придушений вогонь артилерійської батареї з чотирьох гармат. При відході від цілі старшина Мейлус І. Г. придушував вогонь точок зенітної артилерії. При поверненні з бойового завдання, він виявив аеродром супротивника, на якому перебувало до двадцяти літаків Hs-126. Зробивши три заходи по аеродрому, старшина Мейлус І. Г. підпалив три з них, витративши при цьому весь боєкомплект. Результат свого удару він сфотографував і привіз в частину знімок польового аеродрому противника, куди після була вислана група Су-2, із завданням завдати удару по аеродрому. У результаті нальоту на землі було знищено дев'ять літаків Hs-126. Наказом 2/6 від 7 листопада 1941 року старшина Мейлус був нагороджений орденом «Червоного Прапора».

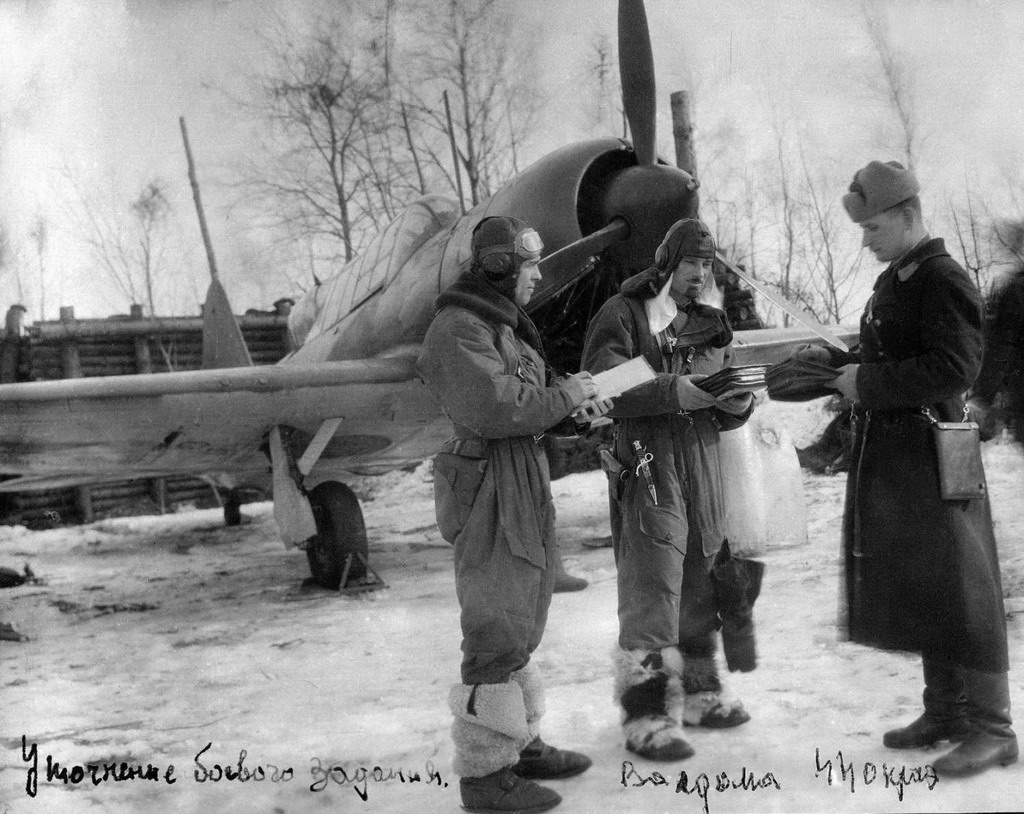
Уточнення бойового завдання (І. Г. Мейлус на фото у центрі)

Зима 1941–1942 років видалася неймовірно сніжною і холодною, тому активність бойових дій була невисокою. Польоти, в основному, відбувалися найбільш досвідченими екіпажами. Так, 25 грудня 1941 року Мейлус І. Г. літав провідним ланки в групі дев'яти Су-2 на виконання бойового завдання — завдати бомбового удару по автоколоні ворога на дорозі Мажарове-Зміївка. Група виявила ціль і зробила три заходи по автоколоні, в результаті чого було знищено 10 автомашин з військами та штабний автобус. За відмінне виконання бойового завдання старшині Мейлус І. Г. командувач ВПС 3-ї армії оголосив подяку з врученням іменного годинника.
Навесні 1942 року бойові дії активізувалися, і бравший участь у бойових діях до того часу на Брянському фронті 97-й ШБАП втратив у травні під час бомбардування на аеродромі Єльця майже всі Су-2. Машинами, які залишилися, з особовим складом посилили 209-й ББАП (ближньо-бомбардувальний авіаційний полк). Цій частині разом з іншими полками ВПС фронту довелося в неймовірно важких умовах відбивати німецький наступ, який почався 28 червня; багато полків несли важкі втрати, але 209 ББАП зберіг боєздатність.
28 серпня 1942 року старшині Мейлус І. Г. присвоєно звання «молодший лейтенант». За час служби в 97 ШБАПі і 209 ББАПі ним було здійснено 93 бойових вильотів, в ході яких спільно з іншими льотчиками знищено 9 танків, 106 автомашин, 44 вози, 20 гармат, 20 мінометів, 2 цистерни, 3 склади, 4 залізничних вагона, 6 точок зенітної артилерії, 3 дзота і до 900 солдатів та офіцерів противника.
12 вересня 1942 року 209 ББАП був розформований і молодший лейтенант Мейлус І. Г. переведений в 44 ОКРАЕ (окрема корегуюча авіаційна ескадрилья), яка з 1 листопада 1942 року приступила до ведення бойових дій на Калінінському фронті. 22 листопада 1942 року молодшому лейтенанту Мейлус І. Г. на Калінінському фронті присвоєно звання «лейтенант», а 5 квітня 1943 року на Волховському фронті — «старший лейтенант».
Весною 1943 року у зв'язку з відсутністю нових Су-2 командування ВПС приступило до формування корегуючих ескадрилей на літаках Іл-2, тому старший лейтенант Мейлус І. Г. був направлений в 3 ШАЕ (штурмова авіаційна ескадрилья) 16 ОНТАП (навчально — тренувальний авіаційний полк) для перенавчання за скороченою програмою, яку він закінчив на «відмінно». За час перенавчання на літаках Уіл-2 та Іл-2 здійснив 23 вильоти із загальним нальотом 6 годин 11 хвилин. Командир 16 ОУТАП підполковник Вевер в льотній характеристиці на старшого лейтенанта Мейлус І. Г. з 24 травня 1943 року вказував: «Старший лейтенант Мейлус І. Г. може бути використаний в бойовому авіаційному полку на літаку Іл-2. І може бути допущений до вивезення льотного складу на літаку Уіл-2 як інструктор з другої кабіни».
15 березня 1943 року старший лейтенант Мейлус І. Г. літав на виконання бойового завдання корегувати вогонь артилерії по артбатареях противника в районі населеного пункту Мга. Його прикривали два Як-1. Ворог вислав чотири FW-190 із завданням — збити літак-корегувальник. Старший лейтенант Мейлус І. Г. разом з винищувачами прикриття вступив у бій, при цьому не перестаючи корегувати вогонь радянської артилерії, в результаті чого була придушена чотирьохгарматна батарея ворога. У повітряному бою в групі було збито три FW-190. Четвертий винищувач залишив поле бою. Наказом командувача артилерією Волховського фронту від 15 березня 1943 року лейтенант Мейлус І. Г. нагороджений орденом «Вітчизняної війни» 2-го ступеня за відмінну корегування вогню.
У листопаді 1943 року старший лейтенант Мейлус І. Г. був переведений в 958 ШАП (штурмовий авіаційний полк) і взяв участь у бойових діях на Волховському, Ленінградському та 3-му Прибалтійському фронтах. За період з 22 червня 1941 року по 27 листопада 1943 він здійснив 123 успішних бойових вильоти, при цьому знищив 9 танків, 107 автомашин, 110 возів з кіньми, 22 гармати, 1 міст, 4 залізничних вагона, 22 міномета, 5 дзотів, 5 автоцистерн з пальним, 3 літака на аеродромах, 3 склади з боєприпасами, 1 артбатарею ворога, до 1219 осіб живої сили ворога і сфотографував 7 маршрутів укріпленої території ворога.

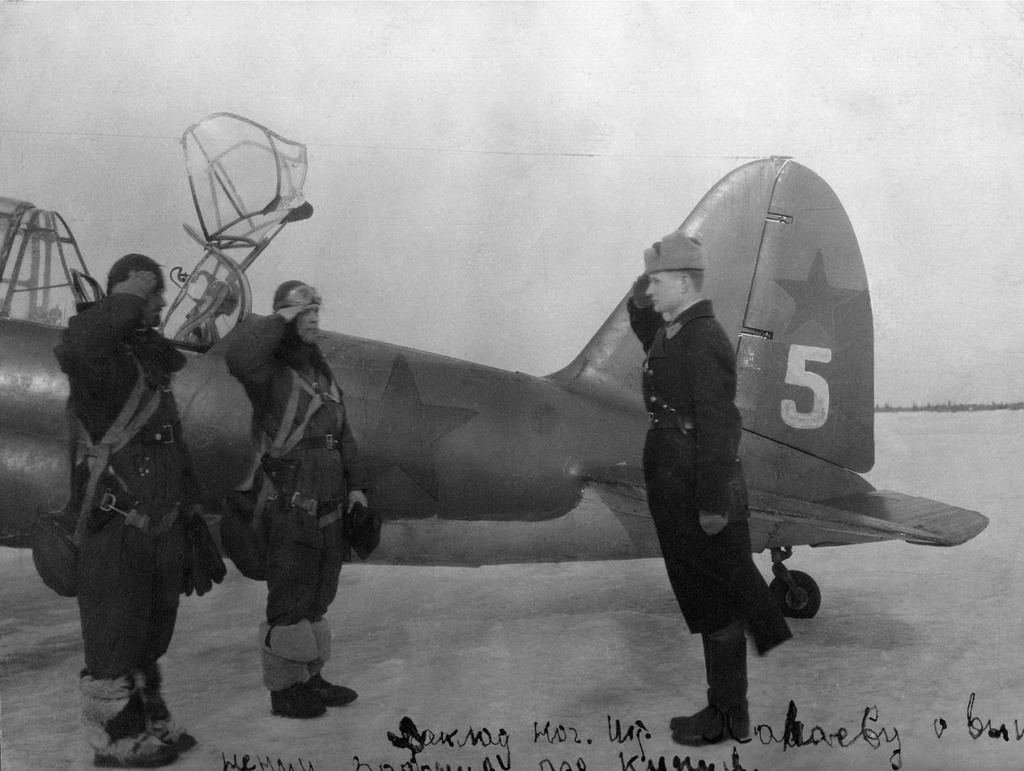
Доповідь про виконання бойового завдання (І. Г. Мейлус крайній ліворуч)

1944 рік приніс різке підвищення активності бойових дій. Старший лейтенант Мейлус І. Г., будучи заступником командира авіаескадрильї, неодноразово літав на виконання бойових завдань. Беручи участь у боях за Новгород, він вводив у бій групи від 2 до 6 літаків. 2 лютого 1944 року Мейлус І. Г. очолив групу з чотирьох Іл-2, які мали завдання знищити відступавші війська ворога по дорогах Вдіцко — Огорелі — Язвинка. Знизившись, група штурмувала війська противника, знищивши до 45 солдатів і офіцерів, 5 автомашин, придушила вогонь 5 вогневих точок.
9 лютого він вводив у бій групу з чотирьох Іл-2 з завданням: завдати штурмового та бомбардувального ударів по артпозиціям в районі 1 км на схід від населеного пункту Піски. Район цілі був сильно насичений зенітною технікою ворога. Застосовуючи протизенітний маневр, група виконала завдання відмінно, знищивши до 25 солдатів та офіцерів, придушивши вогонь чотирьох гармат польової артилерії, і створивши два вогнища пожежі, які супроводжувалися вибухами.
У представленні від 20 лютого 1944 року на орден «Червоного Прапора» на заступника командира авіаескадрильї старшого лейтенанта Мейлус І. Г. командир 958 ШАП майор Ярошенко писав: «На фронті Вітчизняної війни здійснив 136 успішних бойових вильотів. Після останньої нагороди здійснив 28 бойових вильотів, з них на літаку Іл-2 — 21 виліт». Проте 15 березня Вищий лейтенант Мейлус був нагороджений тільки орденом «Вітчизняної Війни» 1 ступеня.
У атестаційному листі на присвоєння чергового звання «капітан» від 13 червня 1944 року командир 958 ШАП майор Ярошенко вказував: «Беручи участь на фронті Вітчизняної війни на літаках У-2, Р-5, Су-2, здійснив 127 бойових вильотів, на літаку Іл −2 зробив 33 бойових вильоти. За відмінні організаторські здібності та відмінну штурманську підготовку, наказом по 14 ВА (повітряна армія) призначений на посаду штурмана полку в травні 1944 року. Літає на літаках: У-2, Р-5, Су-2, Іл-2. Загальний наліт на всіх типах літаків 800 годин, з них бойовий наліт 160 год. Наліт на літаку Іл-2 100 годин, бойовий наліт на Іл-2 39 годин». І вже 20 липня йому присвоюють чергове звання.

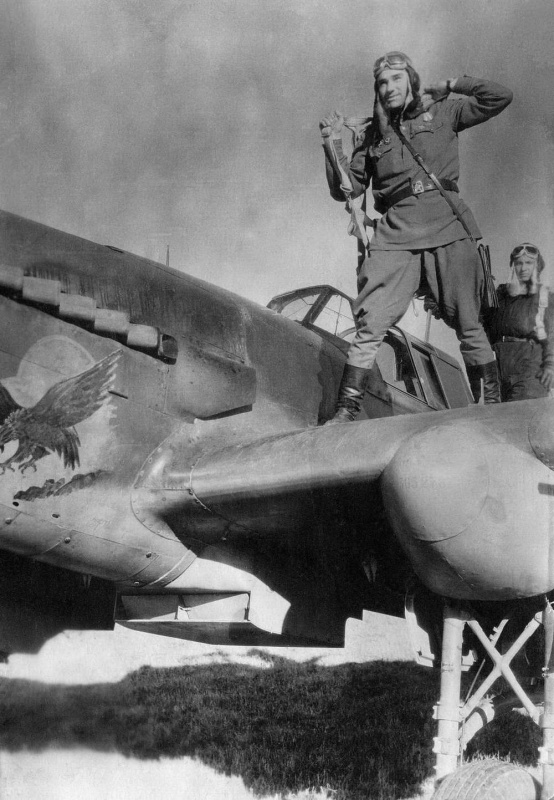
Повернення з бойового завдання

10 серпня старший лейтенант Мейлус І. Г. двічі вилітав для придушення артилерійських позицій і знищення живої сили противника в районі Стуколова. Завдання було виконано на відмінно, при цьому знищено: 3 гармати польової артилерії, до 20 солдатів та офіцерів противника, пригнічений вогонь 1 батареї польової артилерії, 3 точки зенітних кулеметів, створено 3 вогнища.
17 серпня 1944 року виконував бойове завдання ведучим чотирьох Іл-2 зі знищення живої сили противника та придушення артмінометної батареї в районі Разіна. Група бойове завдання виконала на відмінно, при цьому знищивши 20 солдатів противника, 1 гармата польової артилерії, придушила вогонь 3-х точок зенітної артилерії і 4-х мінометів. При поверненні з бойового завдання капітан Мейлус І. Г. помітив групу з дванадцяти Ju-87, що поверталася з бойового завдання під прикриттям десяти FW-190. Вирішивши атакувати, він подав команду своїм веденим. Сміливо врізавшись у стрій літаків противника, Іли порушили їхній бойовий порядок, змусивши в паніці кинутися врізнобіч. У повітряному бою, що зав'язався, в групі було збито два Ju-87, які впали палаючими на землю за 3 км на південний захід від Разіна. Група в повному складі повернулася на свій аеродром.
Прагнучи наблизити годину перемоги над ворогом, капітан Мейлус І. Г. у боях за міста Псков і Острів особисто вів групи по два рази на день. Льотним складом у Псковсько-Островську операцію було здійснено 230 успішних бойових вильотів. З них капітан Мейлус І. Г. особисто зробив на літаку Іл-2 24 бойових вильоти на штурмування та бомбардування вогневих засобів, техніки і живої сили противника на передньому краю його оборони, за що командиром 958 Шапа майором Ярошенко 24 серпня 1944 року представлений до нагородження орденом «Червоного Прапора» і 20 вересня він отримав цю нагороду.
У 1944 році капітану Мейлус І. Г. неодноразово оголошувалися подяки за участь у бойових діях, які закінчилися для 958 Шапа 26 листопада 1944 року. Надалі пройшов перенавчання на літаку Іл-10.
У бойовій характеристиці штурмана 958 Шапа капітана Мейлуса І. Г. з 30 грудня 1944 року командир 958 ШАП підполковник Ярошенко писав. «Беручи участь у Вітчизняній війні, на літаку Іл-2 здійснив 57 бойових вильотів, на Су-2 132 вильоти із загальним бойовим нальотом 202 години. Літає на літаках: ПС-2, УТ-2, Р-5, СБ (АНТ-40), Су-2, Іл-2. Загальний наліт на всіх типах літаків 1230 годин, з них наліт на Іл-2 115 годин, бойовий наліт на Іл-2 65 годин. За час керівництва штурманської служби в полку льотним складом здійснено 986 успішних бойових вильотів, без жодного випадку втрати орієнтування груп, а також відрядних екіпажів, невиходу на ціль та бомбометання по своїх військах».
У нагородному листі на присвоєння звання Героя Радянського Союзу вказувалося: «На Волховському, Ленінградському і 3-му Прибалтійському фронтах на літаку Іл-2 здійснив 57 успішних бойових вильотів на штурмування та бомбардування живої сили, вогневих засобів і техніки противника на передньому краю його оборони. У бою вміє поєднувати мужність і героїзм з високою льотною майстерністю, завдяки чому завдає шкоди і великих втрат живій силі і техніці ворога, не допускає бойових втрат матчастини. За здійснені 189 бойових вильотів знищив 3 літаки на аеродромах, 9 танків, 127 автомашин, 114 возів з вантажем, 38 гармат польової артилерії, 4 залізничних вагона, 25 мінометів, 5 дзотів, 5 автоцистерн з пальним, 3 склади з боєприпасами, 1 артбатарею ворога, 1 міст, до 1219 осіб живої сили супротивника та сфотографував 7 маршрутів укріпленої території ворога. У групових повітряних боях збив 5 літаків супротивника. За геройство та мужність, проявлені в боях за соціалістичну Батьківщину, за відмінне виконання бойових завдань командування на фронтах Вітчизняної війни з німецько-фашистськими загарбниками, за вміле керівництво льотним складом полку, за високу льотну майстерність, гідний присвоєння звання Героя Радянського Союзу з врученням ордена Леніна та медалі Золота Зірка».
23 лютого 1945 року штурману 958 ШАП капітану Мейлус І. Г. Указом президії ВР СРСР було присвоєно звання Героя Радянського Союзу з врученням ордена Леніна та медалі «Золота Зірка» (№ 5350).
У період Вітчизняної війни він отримав досвід вільного полювання, бомбово-штурмових ударів по об'єктах та живій силі супротивника, як одиночним екіпажем, так і в групі. Надалі капітан Мейлус передавав свій великий досвід молодим льотчикам.

## Післявоєнні роки
1 червня 1945 року капітан Мейлус І. Г. призначений заступником командира 958 ШАП ВПС МВО.
5 листопада 1945 року Указом Президії Верховної Ради СРСР він нагороджений Медаллю «За бойові заслуги».
5 липня 1946 року при розформуванні штурмової авіадивізії, через резерв капітан Мейлус І. Г. призначений на посаду командира авіаційної ескадрильї 374 ТАП (транспортний авіаційний полк) 12 Гвардійської ТАД (транспортна авіаційна дивізія), 26 лютого того ж року переведений на ту ж посаду, перебазувавши з Москви до Білої Церкви (УРСР) 363 ТАП ВДВ з наступним перебазуванням в Кривий Ріг для постійної дислокації.
У атестації на командира 1 АЕ капітана Мейлуса І. Г. з 1 грудня 1947 року командир 363 ТАП підполковник Шалухін писав: «Загальний наліт становить 1542 години. За 1947 року налітав на літаку Лі-2 287 годин, 617 посадок, з них — на десантування військ — 43 польоти, має хороші інструкторські навички. За 1947 рік ввірена йому ескадрилья налітала 1551 годину. 1920 посадок — з них на десантування військ — 263 години 13 хвилин, 430 літако-вильотів. Льотних пригод в авіаескадрильї — одне — вимушена посадка з поломкою літака з вини льотного складу».
7 серпня 1948 року йому було присвоєно чергове військове звання «майор».
У 1948 та 1949 роках Іван Гнатович Мейлус брав участь у парадах на День Авіації над аеродромом Тушино в Москві, за що нагороджений двома орденами «Червоної Зірки» від 23.08.48 року та 25.07.49 року.
У службовій характеристиці на командира 1 АЕ (авіаційна ескадрилья) 363 ТАП ВДВ майора Мейлуса І. Г. т.в.о. командира 363 ТАП майор Доценко від 2 грудня 1948 року писав: «Особовий склад ввірений його ескадрильї в короткий термін в 1948 навчальному році вивчив нову матеріальну частину літака Іл-12 з мотором АШ-82ФН та успішно закінчив програму перенавчання льотного складу без льотних пригод. Літає на літаках: Іл-12, Лі-2, По-2, УТ-2, Р-5, СБ, Су-2. Має загальний наліт 1700 годин, з них на Іл-12 — 75 годин».
5 серпня 1949 року майор Мейлус І. Г. переведений в 340 ТАП 54 ТАД 29 ВА, а 2 листопада того ж року призначений командиром ескадрильї 342 ТАП 54 ТАД 29 ВА.
25 грудня 1949 року переведений в управління 29 ВА старшим льотчиком-інспектором транспортної авіації ГК ВДВ.
12 грудня 1950 року йому було присвоєно звання «Військовий льотчик 1 класу», а 14 червня 1951 присвоєно чергове звання «підполковник» і 25 липня того ж року нагороджений орденом «Червоної Зірки».
В атестації на старшого інспектора, льотчика бомбардувальної авіації 29 ВА підполковника Мейлуса І. Г. з 20 березня 1953 начальник відділу бойової підготовки 29 ВА підполковник Старченко писав: «За короткий проміжок часу успішно опанував реактивним літаком Іл-28. З початку льотної роботи має загальний наліт 2830 годин. У період з серпня 1949 по березень 1953 років налітав 987 годин. З них в хмарах із застосуванням системи ОСП — 222 години, 268 посадок. З 1950 до 1953 року навчив за системою ОСП — 68 льотчиків. Перевірив техніку пілотування у 360 льотчиків».
29 квітня 1954 року нагороджений орденом «Червоної Зірки» за наліт в складних метеоумовах.
23 липня 1955 року переведений в 52 БАД 76 ВАК 29 ВА (острів Сахалін) і призначений заступником командира з льотної підготовки.
12 вересня 1956 року переведений в 47 БАД 30 ВА ПрибВО і призначений заступником командира з льотної підготовки, а вже 28 вересня того ж року нагороджений орденом «Червоного Прапора» за вислугу в Радянській армії.
23 липня 1957 року Мейлус І. Г. присвоєно чергове військове знання «полковник», а 16 жовтня 1957 року він був нагороджений орденом «Леніна» за наліт в складних метеоумовах.
12 липня 1959 року він був призначений першим заступником командира 47 БАД, однак через відсутність вищої військової освіти та досягнення кордонного терміну служби, а також подальшого скорочення ЗС СРСР, постало питання про перспективність подальшої служби.
Наказом Міністра Оборони від 18 листопада 1959 полковник Іван Гнатович Мейлус у віці 46 років звільнений у запас за вислугою встановлених строків дійсної служби з правом носіння військової форми одягу. Зі списків частини виключений з 7 січня 1960 року.

## Громадянське життя
Після звільнення в запас Іван Гнатович Мейлус жив у місті Запоріжжі.
Працював спочатку диспетчером, а потім заступником начальника Запорізького аеропорту.
У період до 1964 року двічі обирався депутатом районної та міської Ради депутатів трудящих.
Помер 20 вересня 1987 року.
Похований Мейлус Іван Гнатович на Капустяному кладовищі (центральна алея) м. Запоріжжя.

## Пам'ять
- У місті Запоріжжя є вулиця Івана Мейлуса.
- У місті Запоріжжі на Алеї Слави посаджений дуб з установкою меморіальної дошки з іменем Мейлус І. І. (1965 р.).
- Прізвище Мейлус Івана Гнатовича записане в Залі Слави Музею історії України у Другій світовій війні в місті Київ (9 травня 1981 р.).
- На будинку де проживав Мейлус І. Г. було встановлено меморіальну дошку (1985 р.).